# Михайлина, Павел Васильевич
Павел Васильевич Михайлина (укр. Павло Васильович Михайлина; 25 января 1923 — 11 марта 2012) — советский и украинский историк исследователь социально-экономической и общественно-политической истории Украины 16-17 веков; доктор исторических наук (с 1981), профессор (с 1988), почетный доктор Черновицкого национального университета имени Юрия Федьковича (с декабря 2002).
Участник Великой Отечественной войны.
Сын — Михайлина, Любомир Павлович (род. 1953) — советский и украинский историк.

## Биография
Родился 25 января 1923 года в селе Вынятинцы Залещицкого уезда Тарнопольского воеводства Польши (ныне в Тернопольской области Украины) в крестьянской семье. После окончания местной семилетней народной школы поступил в Залещицкую гимназию. В 1939—1941 годах учился в Залещицкой средней школе.
В годы Великой Отечественной войны был телефонистом и радистом, впоследствии старшиной роты автоматчиков. Воевал на территории Польши и Германии, за военные заслуги был награждён орденом Отечественной войны II степени, медалями «За отвагу», «За освобождение Варшавы», «За взятие Берлина», «За победу над Германией» в Великой Отечественной войне и многими другими.
В конце 1945 поступил на исторический факультет Черновицкого учительского института, а после его окончания в 1947 продолжил обучение на историческом факультете Черновицкого университета. В 1951—1954 годах учился в аспирантуре при кафедре истории СССР и УССР Черновицкого университета. В течение 1954—1960 годов был сотрудником отдела пропаганды и агитации Черновицкого обкома КПУ. В 1958 году, под руководством профессора Владимира Алексеевича Голобуцкого, защитил кандидатскую диссертацию по теме: «Города Украины в Освободительной войне 1648—1654 гг.».
С 1960 года — преподаватель, с 1963 года — доцент кафедры истории СССР и УССР Черновицкого университета. В 1969—1978 годах — заведующий Черновицким отделом Института истории АН УССР. В 1978—1988 годах работал заведующим Черновицким отделом Института социальных и экономических проблем зарубежных стран АН УССР.
В 1981 году защитил докторскую диссертацию по теме: «Становление городского населения Украины и его участие в освободительной борьбе украинского народа (от Люблинской унии 1569 г. до Освободительной войны 1648—1654 гг.)». С 1988 года — профессор Черновицкого университета, с апреля 1990 года — заведующий кафедрой истории Украины.
Умер 11 марта 2012 года.